# Amurszki járás
Az Amurszki járás (oroszul: Амурский район) Oroszország egyik járása a Habarovszki határterületen. Székhelye Amurszk.

## Népesség
- 1989-ben 32 288 lakosa volt.
- 2002-ben 27 273 lakosa volt.
- 2010-ben 22 668 lakosa volt.